# Sorhoanus virilis
Sorhoanus virilis är en insektsart som beskrevs av Hamilton 2002. Sorhoanus virilis ingår i släktet Sorhoanus och familjen dvärgstritar. Inga underarter finns listade i Catalogue of Life.